# 折敷畑の戦い
折敷畑の戦い（おしきばたのたたかい）は、日本の戦国時代に行われた合戦のうちのひとつ。明石口の戦い（あかしぐちのたたかい）とも呼ばれる。天文23年（1554年）に陶晴賢（派遣部将は宮川房長）と毛利元就との間に行われた戦いである。厳島の戦いの前哨戦として扱う場合もある。
従来は、9月15日に合戦が行われたとされていたが、この日付は江戸期に成立した『吉田物語』や『新裁軍記』によって通説化したもので誤りとされ、実際に合戦が行われたのは6月5日とされている（後述）。

## 背景
天文20年（1551年）に大内義隆が、重臣・陶隆房（陶晴賢）らによる謀反によって討たれた時、毛利氏は大内氏の従属下にあった。義隆を岳父としていた元就の長男・毛利隆元は、義隆の敵討ちを目指して打倒陶を主張したが、力の差などを現実的に判断した元就は思いとどまった。この頃、既に元就は大内氏からの独立の機を伺っていたとする意見もあるが、それを裏付けるような史料はなく、後世の脚色と考えられる。むしろ元就は、この謀反と合わせて安芸国の反陶勢力を掃討、晴賢に同調することで勢力拡大を図った。その後も引き続き、大内・陶氏との従属関係を維持していた毛利氏であったが、勢力拡大に伴って次第に晴賢に警戒されるようになる。
一方、義隆に恩義があった石見国津和野の三本松城主・吉見正頼は、天文22年（1553年）10月に晴賢に対して挙兵。翌年3月に大内・陶軍による吉見討伐が始まる（三本松城の戦い）。これに先立ち、毛利は吉見と陶の両方から加勢を求められていた。元就は陶側への参陣を考えていたとされるが、隆元が強く反対して家中の意見が割れる。その後、しびれを切らした晴賢が毛利傘下の安芸国人衆に対して直接出兵を要求したことが露呈したため、ついに元就は大内氏からの離反・独立を決めた。
なお、吉見正頼は密かに元就と同盟してから反乱を起こしたという説もあるが、当初元就は陶軍に参加を決めていたとされており、毛利家内部でも意見が統一されておらず（毛利元就の項を参照）、後世に結果から見て行われた脚色であるとされている。

## 戦いの経過

### 旧説
通説による戦いの経過は、次の通りとされる。
天文23年（1554年）5月12日に僅か一日で4つの城と厳島を制圧した毛利軍は、5月15日に周防国に侵入し、玖珂郡の小瀬・御庄（岩国市）で陶軍と交戦する。さらに、6月5日には逆に安芸国佐西郡明石に攻め込んできた陶軍を打ち破った（明石口の戦い）。
同年9月までに安芸能美島の占拠にも成功。毛利軍は、桜尾城（廿日市市）に本陣を置いた。この状況を見た陶晴賢は毛利討伐を優先させるため、吉見正頼と和睦する（籠城する吉見軍の兵糧も尽きかけていたため、和睦に応じざるを得なかったとされる）。同月上旬、家臣の宮川房長に兵3,000を与えて先行させた。途中で甲田丹後守や周防山代の一揆勢など兵4,000が合流、9月14日には桜尾城を望む折敷畑山に合計7,000の軍勢が布陣する。
これに対して毛利軍の宍戸隆家・福原貞俊が宮川勢の偵察を行う。この偵察では、着陣した敵軍は陶晴賢自身が率いていると誤認され、この報を受けた元就は奇襲による敵殲滅を図ったとも言われる。
14日夜、毛利全軍3,000は桜尾城から出陣。元就と隆元は折敷畑山の東方から、元就の次男吉川元春は北方から、三男小早川隆景は南方から、そして宍戸・福原勢が敵の背後を突く西方からに夜陰に紛れて進攻した。元就は、早朝の奇襲（朝駆け）を考えていたとされるが、宮川勢側も奇襲のための兵を潜ませていたと言われている。しかし、蛍の群れが乱れたことに気付いた元就は、陶軍の伏兵を察知して宍戸・福原の手勢を下がらせたと伝えられている。結局、毛利軍の攻撃は翌15日の午前中に行われた。包囲され総崩れとなった宮川勢は750人が討ち取られ、宮川房長は逃走後に追い詰められて討死もしくは自害した。

### 新説
合戦を9月15日とするのは、元禄15年（1702年）成立の『吉田物語』や寛保元年（1741年）成立の『新裁軍記』などの軍記物の影響が大きい。しかし、9月15日には合戦はなかったとする説が県立広島大学の秋山伸隆により唱えられている。
秋山は6月5日から9月15日に関する合戦の毛利側の感状を細かく分析、折敷畑合戦の感状とされる9月15日付の感状5通はいずれも偽文書か限りなく偽文書に近いものと結論づけ、「通説の史料的根拠は全く薄弱なもの」とした。その上で、山代生見村の土豪中村左馬充に宛てた6月29日付けの陶晴賢感状に「去五日於芸州明石口、宮川甲斐守（房長）同前令討死云々」と記す一文があることなどから、宮川房長が戦死したのは天文23年6月5日の明石口の戦いであり、この戦いが折敷畑の戦いに相当すると判断した（6月5日であれば、元就が蛍の飛び方を見て敵の動きを読んだというエピソードとも時季が整合する）。古戦場跡や宮川甲斐守腹切岩に立てられている説明板（廿日市市教育委員会設置）でも、「折敷畑（明石）合戦」の日付は6月5日とされている。
ただし、弘治3年11月25日付けの隆元・隆景・元春宛の元就書状に「折敷はたニて合戦」との文言もあることから、当時から陶軍の本拠となった山の名前をとって、折敷畑合戦とも呼ばれていた。このため、本来は同一の戦いを示す明石口合戦と折敷畑合戦が、『吉田物語』のなかで別々の合戦とされ、さらに『新裁軍記』によって確定されたというのが真相のようである。

## 戦後
合戦後、安芸佐伯郡山里の一揆勢が抵抗を始めて毛利軍を悩ませた。山里一揆勢は思いのほか手強く、その拠点である友田高森要害が陥落する11月25日まで抵抗は続いた。
同時に水軍による攻防も展開された。6月中旬、毛利側の水軍が陶氏の本拠地である周防富田浦を襲撃する一方で、『棚守房顕覚書』によれば陶側の水軍も厳島を攻めている。7月になると、陶の調略を受けた呉・能美の警固衆（水軍）が毛利から離反するが、9月には毛利と小早川の警固衆が両者を攻撃している。
元就は安芸国内の反毛利諸勢力を鎮圧し、安芸一国をほぼ手中に収める。しかし、三本松城に釘付けにされていた陶晴賢も9月2日に吉見正頼との和睦を成立させ、対毛利へ本腰を入れる。両者の対立が激しさを増し、ついに弘治元年（1555年）に厳島の戦いを迎える。